# Papilvissen
Papilvissen (Rondeletiidae) zijn een familie van straalvinnige vissen uit de orde van Walviskopvissen (Cetomimiformes).

## Geslacht
- Rondeletia Goode & T. H. Bean, 1895